# Aero Benin
Az Aero Benin egy Németországban bejegyzett benini légitársaság, Benin nemzeti légitársasága. Leányvállalatát, az Aero Benin SA-t Dél-Afrikában alapították. Az Aero Benin az európai és amerikai online források szerint jelenleg nem rendelkezik saját repülőgéppel, légiszállításáról adatokat nem közölnek. A járatait valószínűleg bérelt Boeing 727, Boeing 737 és Boeing 767 típusú gépekkel bonyolítja.
2009. november 26. vagy április 8. óta feketelistán van az Európai Unió tagállamaiban. A kitiltás preventív jellegű, azok a légitársaságok, amelyek nem tesznek eleget az EU és a USA bizonyos biztonságtechnikai és műszaki előírásainak, nem repülhetnek Európa és Amerika légterében. A légitársaság 2002-ben alakult, 2003. január 1-jét követően nem volt regisztrált légibalesete, a megelőző egy évből nincs adat.
A nyugat-afrikai kis országban a légitársaság városnéző és egyéb turistajáratokat üzemeltet, valamint járatokat kínál a szomszédos országokba is, korábban Párizs, Amszterdam és Moszkva is fogadta közvetlen járatait. Külföldről csak utazási irodákon keresztül lehet jegyet váltani a járataira, mert nem üzemeltet internetes honlapot. Nincs idegen nyelvű (angol) telefonszám sem.

## Az Aero Benin járatai
- Brazzaville –  Kongói Köztársaság, Maya-Maya repülőtér (BZV)

Cotonou ( Benin, Cadjehoun nemzetközi repülőtér COO)
Johannesburg ( Dél-afrikai Köztársaság, O. R. Tambo nemzetközi repülőtér JNB)
Libreville ( Gabon, Léon-Mba nemzetközi repülőtér, LBV)
N’Djamena ( Csád, N’Djamenai nemzetközi repülőtér NDJ)
Bamako ( Mali, Bamako-Sénoui nemzetközi repülőtér BKO)
- Cotonou –  Benin, Cadjehoun nemzetközi repülőtér (COO)

Brazzaville
Libreville
Bamako
Ouagadoudou ( Burkina Faso)
Douala ( Kamerun, Doualai nemzetközi repülőtér DLA)
Pointe Noire ( Kongói Köztársaság)
- Douala –  Kamerun, Doualai nemzetközi repülőtér (DLA)

Bangui ( Közép-afrikai Köztársaság, Bangui M’Poko nemzetközi repülőtér, BGF)
- Johannesburg –  Dél-afrikai Köztársaság, O. R. Tambo nemzetközi repülőtér (JNB)

Brazzaville
- Libreville –  Gabon, Léon-Mba nemzetközi repülőtér, (LBV)

Brazzaville
Cotonou
- N’Djamena –  Csád, N’Djamenai nemzetközi repülőtér (NDJ)

Cotonou
- Bamako –  Mali, Bamako-Sénoui nemzetközi repülőtér (BKO)

Cotonou

## Kódjai
- IATA: EM
- ICAO: AEB
- Hívójel: AEROBEN

Postacím: Aero Benin, Boite Postale 5355, Cotonou Littoral
- Telefon: (+229) 402838
- Fax: (+229) 21314667